# Look Out
Look Out è un album di Stanley Turrentine, pubblicato dalla Blue Note Records nel 1960. 
Il disco fu registrato il 18 giugno 1960 negli studi di "Rudy Van Gelder" a Englewood Cliffs nel New Jersey (Stati Uniti).

## Tracce
Lato A
1. Look Out – 7:09 (Stanley Turrentine)
2. Journey Into Melody – 4:55 (Robert Farnon)
3. Return Engagement – 4:47 (Horace Parlan)

Lato B
1. Little Sheri – 7:49 (Stanley Turrentine)
2. Tiny Capers – 4:58 (Clifford Brown)
3. Minor Chant – 6:17 (Stanley Turrentine)

CD del 2008, pubblicato dalla Blue Note Records
1. Look Out. – 7:09 (Stanley Turrentine)
2. Journey Into Melody. – 4:55 (Robert Farnon)
3. Return Engagement. – 4:47 (Horace Parlan)
4. Little Sheri. – 7:49 (Stanley Turrentine)
5. Tiny Capers. – 4:58 (Clifford Brown)
6. Minor Chant. – 6:17 (Stanley Turrentine)
7. Tin Tin Deo. – 6:16 (Chano Pozo) – Bonus track
8. Yesterdays. – 6:56 (Jerome Kern, Otto Harbach) – Bonus track
9. Little Sheri. – 5:41 (Stanley Turrentine) – Bonus track - 45" single take

## Musicisti
- Stanley Turrentine - sassofono tenore
- Horace Parlan - pianoforte
- George Tucker - contrabbasso
- Al Harewood - batteria